# 甲斐田裕子
甲斐田裕子（日语：／ Kaida Yūko，1980年1月14日—），為日本女性聲優以及舞台剧演员，出生在神奈川縣川崎市。血型O型。

## 簡介
- 由於名字和甲斐田幸(甲斐田ゆき)只差一個字，所以二人常會被外界弄錯。
- 经常听到周围的人说：“甲斐田从来不听别人说话”对此她的说法是“我只是需要时间思考怎么回答。”
- 曾经因为其气势而被井上喜久子和川澄绫子两名比她年长的声优称为“前辈”。
- 经常进行外国片配音并说“和动画配音各有各的有趣之处”。
- 与舞台演员平澤智之结婚并有一子[2]。

## 演出作品

### 電視動畫
2001年
- 青春草莓蛋（先生、放送、教師、女子）
- 基因攻防戰（ジーンシャフト）

2002年
- 朝霧的巫女（女子B）
- 十二國記（女學生、櫃台姑娘、女仙）
- Da!Da!Da!（女店員）
- 哈姆太郎（エンジェルちゃん）
- 小公主優希（ケイト〈第3話〉）

2003年
- 宇宙星路（女子A）
- 高機動幻想～新行軍歌～（圖書司書）
- 原子小金剛（護士）
- 一騎當千（呂蒙子明）
- 最遊記RELOAD（旬斗）
- 神魂合體（影子）
- 機魂末世錄（ヨウコ）
- 神奇寶貝超世代（王妃）

2004年
- 不平衡抽籤（橘泉）
- KURAU Phantom Memory（アヤカ）
- 周刊神奇寶貝放送局（博士）
- 神魂合體 SECOND SEASON（シャドウ）
- 蜘蛛人（瑪麗·珍・華生）
- 抓鬼天狗幫（夢奴）
- 鋼之鍊金術師（李奧與瑞克的母親）
- 光與水的女神（朴柚）
- 瑪莉亞的凝望（築山三奈子）
  - 瑪莉亞的凝望〜春〜（築山三奈子）

2005年
- 神樣中學生（副會長）
- 極上生徒會（君塚優子）
- 星艦駕駛員（神谷）
- 蜘蛛人・アンリミテッド（瑪麗·珍‧華生）
- 蒼穹之戰神 RIGHT OF LEFT 〜single program〜（生駒祐未）
- TSUBASA翼（蘇摩）
- 聖魔之血（シスター・パウラ）
- 血戰 BLOOD+（茱莉亞・席爾法絲塔茵）
- 神奇寶貝超世代（里佳子）

2006年
- 玻璃艦隊（米歇爾維潘）
- 地獄少女 二籠（根來歌江）*第10話
- 草莓狂熱（鳳天音）
- 009-1（謎之女）
- 驅魔少年（希布拉斯加）
- 數碼寶貝拯救者（早瀨之妻）
- 小心啊公主（裕子小姐）
- 無敵看板娘（/秋吉冬美）

2007年
- 一騎當千 Dragon Destiny（呂蒙子明）
- 英國戀物語艾瑪 第二幕（娜妮特）
- 怪物王女（麗莎・瓦德曼）
- 星界死者之書（沙沙羅樹）
- 獸神演武 -HERO TALES-（麟盟詔韓）
- （高見盛京）
- 魔法人力派遣公司（達佛涅）

2008年
- 一騎當千 Great Guardians（呂蒙子明）
- 海馬
- 假面女僕衛士（田原坂沙希）
- 鶺鴒女神（光）
- 破天荒遊戲（（少年））
- 我家有個狐仙大人（コトジノヌシ）
- TIGER×DRAGON！（狩野堇）
- 非常辣妹（幕之內 潮）

2009年
- 星球大戰：複製戰紀(電視版)（Aayla Secura）
- 魔法禁書目錄（黃泉川愛穗）
- 瑪莉亞狂熱（石馬隆顯）
- 銀魂（月詠）
- 黑神（北條水華魅）
- 戰國BASARA（阿松）
- 女王之刃（荒野义贼 莉絲蒂）
- 天才麻將少女（井上純）
- 東京震級8.0（日下部真理）
- 大正野球娘（月映巴）
- 魔神相克者（橘高冬琉）
- 科學超電磁砲（黃泉川愛穗）

2010年
- 一騎當千 XTREME XECUTOR（呂蒙子明）
- 吸血鬼同盟（薇拉多絲）
- 四疊半宿舍，青春迷走（羽貫涼子）
- 戰國BASARA貳（阿松）
- 大神與七位夥伴（吉備津桃子）
- FreeZing（伊莉莎白·梅布利）
- 魔法禁書目錄II（黃泉川愛穗）

2011年
- 結界女王（伊莉莎白·梅布利）
- 銀魂'（月詠）
- 瑪莉亞狂熱 Alive（石馬隆顯）
- 亞斯塔蘿黛的後宮玩具（沃絲菈·修馬爾利基）
- 女神異聞錄4（山野真由美）
- TIGER & BUNNY（阿妮斯·祖比爾）
- BLEACH（鰻屋育美）

2012年
- CØDE:BREAKER（神田）
- 銀魂' 延長戰（月詠）
- 花牌情緣（山本由美）

2013年
- 科學超電磁砲S（黃泉川愛穗）
- 結界女王 震動（伊莉莎白·梅布利）
- 東京闇鴉（飛車丸）

2014年
- 天才麻將少女 全國篇（井上純）
- 黑色子彈（室戶菫）
- 目隱都市的演繹者（木戶蕾／Kido）
- 約會大作戰Ⅱ（潔西卡·貝莉）
- 戰國BASARA Judge End（阿松）
- 黑執事 Book of Circus（BEAST）
- 火星異種「阿聶克斯1號篇」（妮娜·由吉克）
- 甘城輝煌樂園救世主（久武藍珠）

2015年
- 银魂°（月詠）
- 赤髮白雪姬（格拉庫）
- 學戰都市Asterisk（谷津崎匡子）
- 全部成為F THE PERFECT INSIDER（真賀田未來／真賀田四季）
- 潮與虎（眩偽）

2016年
- 虹色時光（里見老師、前輩）
- 赤髮白雪姬 第2期（格拉庫）
- 火星異種 復仇（妮娜·由吉克）
- 機動戰士GUNDAM UC RE:0096（瑪莉妲·庫魯斯）
- 高校艦隊（宗谷真雪）
- 男子啦啦隊！！（高城五月）

2017年
- 烏菈菈迷路帖（雪）
- 青之驅魔師 京都不淨王篇（格里高利）
- 靈劍山 通往睿智的資格（李娜娜）
- 為美好的世界獻上祝福！2（沃芭克）
- 正確的卡多（深水蘇菲[3]）
- 青春歌舞伎（淺蔥芳[4]）
- 舞動青春（兵藤萬里紗）
- 魔法使的新娘（安潔莉卡·巴蕾[5]）
- 悠久持有者：魔法老師！ 第2部（尤达·巴欧托）
- 銀魂. 走光篇（月詠）

2018年
- 銀魂. 銀之魂篇（月詠）
- 皇帝聖印戰記（瑪格麗特·奧迪斯）
- 罪人與龍共舞（妮多沃爾克）
- 女神異聞錄5 動畫版（P5A）（新島冴）
- 刀劍神域外傳Gun Gale Online（教官）
- 名侦探柯南（吊加奈）
- 龍族拼圖（龍二的母親）
- 蒼天之拳 REGENESIS（牙瑪）
- DARLING in the FRANXX（卡莉娜）
- 擁抱！光之美少女（杰洛絲）
- 偶像學園Friends！（湊玲子）
- 學園BASARA（松[6]）
- 魔法禁書目錄III（黃泉川愛穗）
- 閃亂神樂 SHINOVI MASTER -東京妖魔篇-（奈樂[7]）
- 宇宙戰艦大和號2202 愛的戰士們（薩貝拉[8]、桂木透子[9]）

2019年
- 一騎當千 Western Wolves（呂蒙子明）
- 約定的夢幻島（伊莎貝拉[10]）
- 雷頓 不可思議偵探社 ～卡特莉的解謎事件簿～（薇薇安·帕特森[11]）
- 多羅羅（絡新婦）
- 深夜的超自然公務員（弗爾謝爾、潘多拉）
- ONE PIECE（貝洛·貝蒂）
- 騷亂時節的少女們（泉的母親）
- 科學一方通行（黃泉川愛穗[12]）
- YU-NO 在這世界盡頭詠唱愛的少女（格蘭蒂雅）
- 花牌情緣3（山本由美）
- 警視廳 特務部 特殊凶惡犯對策室 第七課 -特7-（四季彩紅音）
- 星合之空（室生櫻[13]）
- Z/X Code reunion（神女）
- 刀劍神域 Alicization War of Underworld（蒂伊·艾·耶爾）
- 碧藍幻想 The Animation Season 2（芙莉西亞）
- 歌舞伎町夏洛克（黑木阿加莎）
- 真・中華一番！（向恩）
- 新原子小金剛

2020年
- 請在伸展台上微笑（五十嵐優）
- ARP Backstage Pass（真嗣的母親）
- 高校之神（麻美善）
- 刀劍神域 Alicization War of Underworld -THE LAST SEASON-（蒂伊·艾·耶爾）
- 科學超電磁砲T（黃泉川愛穗）
- 交通工具人移動樂園的跑車君（白）
- 食戟之靈 豪之皿 （幸平珠子）
- 池袋西口公園（誠的母親）
- 熊熊勇闖異世界（莫琳）

2021年
- 工作細胞!!（巨核細胞）
- 真·中華一番！ 第2期（向恩）
- 記錄的地平線 圓桌崩壞（薩拉麗雅）
- 七大罪 憤怒的審判（葛爾妲）
- 約定的夢幻島 第2期（伊莎貝拉）
- 怪物事變（冰雨）
- 再見了，我的克拉默（能見奈緒子）
- 佐賀偶像是傳奇 捲土重來（審查員A）
- 灼熱卡巴迪（水澄的母親）
- 天官賜福（宣姫）
- 死神少爺與黑女僕（莎黛）
- 精靈幻想記（雅絲拉）
- 艾梅洛閣下II世事件簿 -魔眼蒐集列車 Grace note- 特別篇（卡謬·佩利戈爾）

2022年
- 魯邦三世 PART6（赫潔兒）
- 泡泡糖忍战（艾米、達也）
- 平家物語（北条政子）
- 處刑少女的生存之道（陽炎[14]）
- 小鳥之翼（天鷲世良）
- 薔薇王的葬列（珍）
- 相合之物（月山雅的母親）
- SPY×FAMILY間諜家家酒（席爾薇亞·薛伍德）
- 真·一騎當千（呂蒙子明[15]）
- 屁屁偵探（鶴[16]）
- 打工吧！！魔王大人（大黑天禰[17]）
- 鏈鋸人（狐狸惡魔）
- JoJo的奇妙冒險 石之海（繆柯雅·繆拉）
- BLEACH 千年血戰篇（鰻屋育美）

2023年
- 福星小子（太太）
- BLUE LOCK 藍色監獄（蜂樂優）
- 吸血鬼馬上死2（足袋子）
- 擁有超常技能的異世界流浪美食家（基沙爾[18]）
- 不相信人類的冒險者們好像要去拯救世界（艾達）
- 熊熊勇闖異世界 PUNCH！（莫琳）
- 為美好的世界獻上爆焰！（沃芭克）
- 魔法使的新娘 SEASON2（安潔莉卡）
- 小鳥之翼 Season 2（天鷲世良）
- 境界服務（伊莎貝拉）
- 地獄樂（菊花、桃花、朱槿、桂花、牡丹[19]）
- 死神少爺與黑女僕 第2期（莎黛）
- 打工吧！！魔王大人 2nd Season（大黑天禰）
- 其實，我是最強的？（奧拉托莉雅·貝爾卡姆[20]）
- SPY×FAMILY間諜家家酒 Season 2（席爾薇亞·薛伍德）
- 愛犬訊號（泉律佳[21]）
- 明日方舟 冬隱歸路（驚蟄）
- 藥師少女的獨語（阿多妃[22]）

2024年
- 死神少爺與黑女僕 第3期（莎黛）
- 隔壁的妖怪鄰居（早千代[23]）
- 夜晚的水母不會游泳（早川雪音[24]）
- 關於我轉生變成史萊姆這檔事 第3期（楓）
- 精靈幻想記2（雅絲拉）
- 2.5次元的誘惑（亞理亞的母親）
- 七大罪 啟示錄四騎士 第2期（葛爾妲）
- BLUE LOCK 藍色監獄 VS. U-20 JAPAN（蜂樂優）
- 重啟人生的千金小姐正在攻略龍帝陛下（黑龍）

2025年
- 藥師少女的獨語 第2期（年輕水蓮、阿多妃）
- SAKAMOTO DAYS 坂本日常（鄧普[25]）
- 異修羅 第2期（摘果的卡妮雅）
- MIRU 我的未來（愛良博士[26]）
- 記憶縫線YOUR FORMA（舒舒諾娃）
- 神統記（塞耶娜[27]）
- 新吊帶襪天使（淑女）
- 戀上換裝娃娃 Season 2（紬十喜子）
- 擁有超常技能的異世界流浪美食家2（基沙爾[28]）
- SPY×FAMILY間諜家家酒 Season 3（席爾薇亞·薛伍德[29]）

### OVA
- Code Geass 亡國的AKITO（蘇菲．藍道爾）

2004年
- 飛越顛峰2（露‧孫）

2006年
- 厄夜怪客（由美江）

2007年
- 北斗神拳尤莉亞傳（多舞）

2010年
- 機動戰士GUNDAM UC (瑪莉妲·庫魯斯)

2016年
- 赤髮白雪姬（格拉庫）
- 魔法使的新娘 等待繁星之人（安洁莉卡）※隨著單行本第6－8冊特裝版的發行附贈DVD
- 虹色時光「虹色日和」（里見老師）
- 銀魂 愛染香篇 (月詠)※隨單行本第65卷（2016年8月）＆第66卷（2016年11月）附贈發售。

### 网络動畫
2021年
- 生化危机：無盡闇黑（克蕾兒·雷德菲爾）
- 伊甸（日內瓦）

2022年
- TIGER & BUNNY 2（阿妮斯·祖比爾）
- 狂賭之淵雙（聚樂幸子[30]）
- 四疊半時光機藍調（羽貫小姐）

2024年
- 餓狼傳：孤狼之道（小磯みゆき[31]）

### 劇場版動畫
2004年
- 火影忍者劇場版 !雪姬忍法帖だってばよ!!（富士風雪繪）

2012年
- BLOOD-C劇場版 The Last Dark（矢薙春乃）
- 劇場版 TIGER & BUNNY The Beginning（阿妮斯·祖比爾）

2013年
- 劇場版 魔法禁書目錄 -安迪米昂的奇蹟-（黃泉川愛穗）
- 銀魂完結篇 永遠的萬事屋（月詠）

2014年
- 回憶中的瑪妮 (瑪妮的母親)
- 劇場版 TIGER & BUNNY The Rising（阿妮斯·祖比爾）

2017年
- 春宵苦短，少女前進吧！（羽貫小姐[32]）

2023年
- 生化危机：死亡岛（克蕾儿·雷德费尔）
- 劇場版 SPY×FAMILY CODE: White（席爾薇雅·薛伍德）

2024年
- 劇場版物怪 唐傘（淡島[33]）

### 遊戲
- 神業（百紋）
- 天誅系列（《紅》双叶，《四》彩女）
- 幻想水滸傳IV（ジーン）
  - Rhapsodia（オルネラ、ジーン、ノール）
- 幻想水滸傳V（ジーン）
- 美俏女劍士2（彩）
- THE 地球防衛軍系列（オペレーター）
- 戰國BASARA（芳春院）（松/）
- 戰國BASARA2（芳春院）（松/）
- 戰國BASARA3（芳春院）（松/）
- 戰國BASARA宴（芳春院）（松/）
- 戰國BASARA4（芳春院）（松/）
- 戰國BASARA4皇（芳春院）（松/）
- 戰國BASARA真田幸村傳（芳春院）（松/）
- Radiata Stories（フラウ）
- Rumble Roses（警部）
- 劍魂4
- 最終幻想IV（任天堂DS）（Rosa/）
- 古墓奇兵（劳拉·卡芙特）
- 使命召唤8（A-10飛官）
- 生化危機 啟示錄2（克蕾兒·雷德費爾）
- ハートの国のアリス系列（ビバルディ）
- 女神異聞錄5（新島冴）
  - 女神異聞錄5 皇家版（新島冴）
- 英雄聯盟（凱特琳（日服））
- 銀魂 歌舞伎町大活劇 (月詠)
- 盗墓者羅拉：崛起 (羅拉.卡芙特)
- 刺客教條III：自由使命 (艾芙琳·德·格朗普雷)
- 陰陽師 (煙煙羅)
- 巨影都市 (柏木 リサ)
- 銀魂亂舞 (月詠)
- 八方旅人 (海因特)
- 審判之眼：死神的遺言 (城崎 沙織)
- 魔法禁書目錄 幻想收束（黄泉川爱穗）
- 機甲戰魔 （凤）
- AI：夢境檔案 （Boss）
- 碧藍航線 （美因茨）
- 明日方舟 （驚蟄）
- 審判之逝：湮滅的記憶 (城崎 沙織)
- Fire Emblem Heroes（瑪蒂爾達）
- 拳皇XV（德洛麗斯）
- 少女前線（DP-12、AK-15）

2020年
- 女神異聞錄5 亂戰 魅影攻手（新島冴）

2022年
- 寶可夢大師（美蓉）

2023年
- 無期迷途 (渡鸦)

2024年
- 原神 (恰斯卡)

### 外國影視
- SMALLVILLE（拉娜・蘭格）
- Killing Me Softly（アリス）
- 麻雀變公主（愛蜜莉亞（蜜亞）・米紐納特・葛利馬爾提・雷納德）
- TRU CALLING（トゥルー・デイビーズ）
- ER（第10季）（ニーラ・ラスゴートラ）
- 射鵰英雄傳（黄蓉）
- From Hell（瑪麗）
- CSI犯罪現場: 紐約（エイデン・バーン）
- 流星花園（道明寺椿）
- 職業特工隊3 (茱莉亞)(富士電視台版)
- 盗墓迷城3龙帝之墓（梁洛施）
- 深空失忆（娜迪娅）
- 达芬奇密码 (索菲·納芙)(富士電視台版)
- 狂野時速4 (莉迪·歐提茲)
- 狂野時速6 (莉迪·歐提茲)
- 蝙蝠俠對超人：正義曙光 (黛安娜·普斯/神奇女俠)
- 狂野時速7 (莉迪·歐提茲)
- 職業特工隊：叛逆帝國 (伊爾莎·佛斯特)
- 狂野時速8 (莉迪·歐提茲)
- 神奇女俠 (黛安娜·普斯/神奇女俠)
- 正義聯盟 (黛安娜·普斯/神奇女俠)
- 盜墓者羅拉(2018) (羅拉.卡芙特)
- 職業特工隊：叛逆之謎 (伊爾莎·佛斯特)
- 爱x死x机器人（桑尼，《桑尼的优势》）

### CD
- GetBackers-奪還屋-（影蜘蛛）
- 瑪莉亞狂熱（石馬隆顯）

### 其他
- 木曜洋画劇場CM（旁白）

### 真人電影
Wonderful World
(三上紗季)

## 外部連結
- 事務所公開簡歷 （页面存档备份，存于）（日語）
- 甲斐田裕子官方網站 （页面存档备份，存于）